# جاك زوا
جاك زوا داوغاري (بالفرنسية: Jacques Zoua Daogari) (مواليد 6 سبتمبر 1991 في غاروا، الكاميرون) هو لاعب كرة قدم كاميروني، يجيد اللعب في مركز الهجوم و‌الجناح الأيمن أو الأيسر.

## بطولات وإنجازات اللاعب

### بازل
- دوري السوبر السويسري: 2009–2010 ، 2010–2011 ، 2011–2012 ، 2012–2013
- كأس سويسرا: 2009–2010 ، 2011–2012

## روابط خارجية
- Jacques Zoua
- جاك زوا على موقع الاتحاد الدولي (مؤرشف)  (الإنجليزية)
- جاك زوا على موقع اتحاد تركيا (لاعب) (الإنجليزية)
- جاك زوا على موقع قاعدة بيانات كرة القدم.إي يو (الإنجليزية)
- جاك زوا على موقع بيانات كرة القدم. دي إي (الألمانية)
- جاك زوا على موقع ناشيونال فوتبول تيمز (الإنجليزية)
- جاك زوا على موقع Soccerway.com (الإنجليزية)
- جاك زوا على موقع عالم كرة القدم.نت (الإنجليزية)
- جاك زوا على موقع AS.com (الإسبانية)